# Arixiuna longula
Arixiuna longula är en skalbaggsart som först beskrevs av Bates 1881.  Arixiuna longula ingår i släktet Arixiuna och familjen långhorningar. Inga underarter finns listade.